# Wipper (Unstrut)
Pour les articles homonymes, voir Wipper.
La Wipper est une rivière de Thuringe, en Allemagne, et un affluent de l'Unstrut, donc un sous-affluent de Elbe, par la Saale. 

## Géographie
Elle prend sa source dans l'Eichsfeld, près de Leinefelde-Worbis et se jette dans l'Unstrut près de Heldrungen après un cours de 95 km. Elle arrose les villes de Bleicherode et de Sondershausen.